# Chiesa di San Giorgio a Petrognano
La chiesa di San Giorgio a Petrognano si trova nel comune di San Godenzo.
La chiesa di Petrognano faceva parte della Montagna di San Gaudenzio, donata dal vescovo di Fiesole Jacopo il Bavaro al monastero di San Gaudenzio in Alpe, da lui fondato nel 1028. Presso di essa fu istituita una piccola comunità monastica benedettina, a capo della quale era un priore. Nel 1482 i monaci benedettini di San Giorgio furono sostituiti dai frati dell'Ordine dei Servi della Santissima Annunziata.

Stemma dell'Ordine, realizzato dalla sovrapposizione di "S" (Servi) e "M" (Maria). La corona è composta da sette gigli, che indicano i Sette Santi Fondatori

La chiesa, quasi completamente rovinata per il terremoto del giugno 1919, fu ricostruita nella forma attuale ad un'unica navata nel 1938.